# София Австрийская
Софи́я Фредери́ка Дороте́я Мари́я Жозе́фа Австри́йская (нем. Sophie Friederike Dorothea Maria Josepha von Österreich; 5 марта 1855, Лаксенбурге, Вена, Австрийская империя — 29 мая 1857, Буда, Будапешт, Австрийская империя) — старший ребёнок императора Австро-Венгрии Франца Иосифа I и Елизаветы Баварской; умерла в возрасте двух лет, предположительно, от тифа.

## Биография

### Рождение
София Фредерика Доротея Мария Жозефа родилась 5 марта 1855 года. Её родители — австрийский император Франц Иосиф I и баварская принцесса Елизавета — были женаты два месяца, когда стало ясно, что императрица находится в положении. Родители Софии приходились двоюродными братом и сестрой — их матери были родными сёстрами и дочерьми баварского короля Максимилиана I и Каролины Баденской. Своё первое имя девочка получила в честь бабушки по отцу Софии Баварской. Крещение молодой эрцгерцогини состоялось без ведома матери.
В следующем году императрица Елизавета родила вторую дочь Гизелу. Обе девочки, сразу же после рождения, были взяты под опеку бабушки Софии, которая имела сложные отношения со своей невесткой. Мать императора считала её слишком молодой для воспитания собственных детей. София называла невестку «глупой молодой матерью». Императрица хотела сама кормить грудью ребёнка, но и это свекровь ей запретила, сославшись на традиции императорской семьи. Елизавета позже писала в дневнике о поступке свекрови: «Она [София Баварская] забрала моих детей сразу после их появления на свет. Мне было разрешено их увидеть только с её на то согласия. Она постоянно была рядом, когда я навещала детей. В конце концов мне пришлось смириться и лишь изредка видеться с ними».
Елизавета просила мужа забрать детей от свекрови; она хотела проводить с ними больше времени, но её стремления не нашли поддержки у императора. Через некоторое время император смягчился и обсудил этот вопрос с матерью. Елизавете было позволено видеться с девочками чаще, она даже стала брать их вместе с собой на прогулки.

### Смерть и последствия
Елизавета всю жизнь любила Венгрию, её народ и язык. Она предложила мужу отправиться в путешествие по этой стране, взяв с собой двоих дочерей. Об этом поступке юная императрица будет сожалеть всю оставшуюся жизнь. Франц Иосиф согласился с желанием супруги и в начале весны 1857 года они отправились в Венгрию. В то время, как императорская чета находились в Будапеште, у Софии и Гизелы началась диарея и последовавшая за ней лихорадка. Десятимесячная Гизела быстро шла на поправку. Двухлетняя София скончалась 29 мая 1857 года в 21:15 на руках у матери, вероятно, из-за обезвоживания или судорог из-за высокой температуры. Позже было высказано предположение, что София умерла от тифа. Однако доказано это не было. Елизавета винила в смерти дочери себя, она впала в глубокую депрессию,  ездила верхом, гуляла в одиночестве, не желала никого видеть, кроме мужа.
Тело Софии было перевезено в Вену и захоронено в Императорском склепе в юго-западной его части, называемой «Сводом Фердинанда». Впоследствии у императрицы родился сын кронпринц Рудольф и дочь Мария Валерия. Смерть старшей внучки дала Софии Баварской больше прав на воспитание детей: она забрала у матери Рудольфа и Гизеллу. Всю оставшуюся жизнь Елизавета носила браслет с изображением своей умершей дочери; в её покоях висел портрет Софии.